# Люблю тебе до смерті
«Люблю тебе до смерті» (рос. «Люблю тебя до смерти») — телефільм українського кінорежисера Олександра Кірієнка.

## Сюжет
Втративши батька, Кіра отримує у спадок його онкологічний центр і починає керувати медустановою. Її чоловікові Тімуру Локтеву тесть залишив лише 25 відсотків акцій, і чоловік вважає це несправедливим упущенням.
Незабаром в голові ображеного родича назріває хитрий план. Він дбайливо відправляє дружину відпочивати в санаторій, щоб вона могла відновити сили після пережитої трагедії, а сам летить до Мюнхена і укладає там договір, за умовами якого законна власниця позбавляється всяких прав на клініку.
У санаторії нудьгуюча Кіра знайомиться з привабливим чоловіком Олексієм, який теж переживає драму, - два місяці тому він втратив дружину, яка померла за нез'ясованих обставин. Раптово в будинку відпочинку з'являється чоловік Кіри і влаштовує страшну сцену ревнощів - б'є Олексія. Після цього скандаліст в гніві виїжджає. Інший день недалеко від санаторію виявляють машину Тімура. Водій безслідно зник, а неподалеку виявлений мобільний телефон... Олексія. Починається розслідування випадку. Але відповідей на численні питання в міліції доки немає - надто багато в цій справі загадок.

## Актори
- Максим Аверін — Тімур Локтєв
- Вікторія Малекторович — Кіра
- Віталій Лінецький
- Максим Білозір
- Олег Масленников
- Олесь Каціон — оперативник Чернов